# John Waters (actor)
John Russell Waters (n. 8 decembrie 1948, Greater London, Anglia, Regatul Unit) este un actor de film, teatru și televiziune, cântăreț, chitarist, compozitor și muzician australian de origine engleză, cel mai cunoscut în Australia, unde s-a mutat în 1968. Este fiul actorului scoțian Russell Waters. John Waters are o carieră de peste 50 de ani și participă la serialul educativ pentru copii Play School de 18 ani.

## Filmografie
| An        | Titlu | Rol                                         |
| --------- | --- | ------------------------------------------- |
| 1972      | Boney (serial TV) | Constable Peter Lloyd                       |
| 1972      | Redheap (serial TV)                                                                                                   | Jerry Arnold                                |
| 1973      | Certain Women (serial TV)                                                                                             |                                             |
| 1973      | Ryan (serial TV) | Curt Valchek                                |
| 1974–1975 | Division 4 (serial TV)                                                                                                | Darcy Dash - Barry Fielding                 |
| 1975      | The Seven Ages of Man (serial TV)                                                                                     |                                             |
| 1975      | Quality of Mercy (serial TV)                                                                                          |                                             |
| 1976      | End Play | Mark Gifford                                |
| 1973–1976 | Homicide (serial TV)                                                                                                  | Eddie Hughes - Howard Nelson - Alan Guthrie |
| 1973–1976 | Matlock Police (serial TV)                                                                                            | Tim Ward - Constable Cook - Johno Johnson   |
| 1974–1976 | Rush (serial TV) | Sgt. Robert McKellar                        |
| 1976      | The Haunting of Hewie Dowker (film TV)                                                                                | Hewie Dowker                                |
| 1976      | The Sullivans (serial TV)                                                                                             | Chris Merchant                              |
| 1979      | The Rollicking Adventures of Eliza Fraser                                                                             | David Bracefell                             |
| 1977      | The Getting of Wisdom                                                                                                 | Rev. Shepherd                               |
| 1977      | Summerfield | David Abbott                                |
| 1977      | The Trial of Ned Kelly (film TV)                                                                                      | Ned Kelly                                   |
| 1978      | Weekend of Shadows | Rabbit                                      |
| 1978      | Case for the Defence (serial TV)                                                                                      | Steve Gray                                  |
| 1978      | Cass (film TV) | Mike                                        |
| 1978      | The Scalp Merchant (film TV)                                                                                          |                                             |
| 1979      | Demolition (film TV)                                                                                                  | Peter Clarke                                |
| 1980      | Breaker Morant | Captain Alfred Taylor                       |
| 1980      | Bedfellows (film TV)                                                                                                  |                                             |
| 1980      | Slippery Slide (film TV)                                                                                              | David                                       |
| 1981      | Attack Force Z | Sub Lt. Ted "Kingo" Kong                    |
| 1983      | Five Mile Creek (serial TV)                                                                                           | Cameron                                     |
| 1984      | High Country (film TV)                                                                                                | Ben Lomax                                   |
| 1985      | I Can't Get Started                                                                                                   | Robert                                      |
| 1986      | Passion Flower (film TV)                                                                                              | Leslie Gaitland                             |
| 1986      | Alice to Nowhere (TV mini-series)                                                                                     | Johnny Parson                               |
| 1987      | Going Sane | Martin Brown                                |
| 1987      | The Last of the Mohicans (film TV)                                                                                    | Hawkeye Bumppp (voce)                       |
| 1987      | Bushfire Moon | Patrick O'Day                               |
| 1987      | The Perfectionist | Stuart Gunn                                 |
| 1987      | Nancy Wake (serial TV)                                                                                                | Henri Fiocca                                |
| 1988      | Captain Johnno (film TV)                                                                                              | Frank                                       |
| 1988      | Boulevard of Broken Dreams                                                                                            | Tom Garfield                                |
| 1988      | Grievous Bodily Harm                                                                                                  | Morris Martin                               |
| 1983–1990 | All the Rivers Run (serial TV)                                                                                        | Brenton Edwards                             |
| 1990      | Heaven Tonight | Johnny Dysart                               |
| 1991      | Which Way Home (film TV)                                                                                              | Steve Hannah                                |
| 1991      | All Together Now (serial TV)                                                                                          | Lockie Burns                                |
| 1992      | Kelly (serial TV) | Mr. Nichols                                 |
| 1993      | Singapore Sling (film TV)                                                                                             | John Stamford                               |
| 1994      | Ebbtide | Michael Suresch                             |
| 1995      | Asian Connection: Road to Mandalay (film TV)                                                                          | John Stamford                               |
| 1995      | Asian Connection: Old Flames (film TV)                                                                                | John Stamford                               |
| 1995      | Asian Connections: Midnight Orchid (film TV)                                                                          | John Stamford                               |
| 1996      | Snowy River: The McGregor Saga (serial TV)                                                                            | Damien Winters                              |
| 1997      | Good Guys, Bad Guys (serial TV)                                                                                       | Oscar Drake                                 |
| 1997      | Fallen Angels (serial TV)                                                                                             | Bob Tognetti                                |
| 1998      | The Sugar Factory | Sam Lejeune                                 |
| 1998      | The Real Macaw | Dr. Lance Magen                             |
| 1999      | The Lost World (serial TV)                                                                                            | Lento                                       |
| 1999      | The Chameleon II: Death Match (film TV)                                                                               | Henry Kubica                                |
| 2000      | Tales of the South Seas (serial TV)                                                                                   | Robert Frye                                 |
| 2002      | Young Lions (serial TV)                                                                                               | Senior Detective Bill Martin                |
| 2003      | it⁠(Evil Never Dies (2003 film))[Never Dies (2003 film)&page=Il+male+non-muore+mai&targettitle=it traduceți] (film TV) | Professor Arkin                             |
| 2004      | Fireflies (serial TV)                                                                                                 | Perry Luscombe                              |
| 2005      | Stealth | Black Ops Doctor                            |
| 2005      | Late Shift (film short)                                                                                               | Old Paul Bell                               |
| 2006      | The Bouncer | Dave                                        |
| 2006      | Carnivale Reflux (film short)                                                                                         | Narrator (voice)                            |
| 2006–2009 | All Saints (serial TV)                                                                                                | Dr. Miklos Vlasek                           |
| 2010      | Underbelly (serial TV)                                                                                                | John Hatton                                 |
| 2010      | Sea Patrol (serial TV)                                                                                                | Sergeant Booker                             |
| 2010      | Centre Place | Jack Houghton                               |
| 2010      | City Homicide (serial TV)                                                                                             | William Clegg                               |
| 2011      | Ragtime (film short)                                                                                                  | Dick                                        |
| 2012      | The Mystery of a Hansom Cab ( film TV)                                                                                | Mark Frettiby                               |
| 2013      | Return to Nim's Island                                                                                                | Booker                                      |
| 2013      | Worm (film short) | Police Interviewer                          |
| 2010–2014 | Offspring (serial TV)                                                                                                 | Darcy Proudman                              |
| 2014      | ANZAC Girls (TV miniseries)                                                                                           | Colonel Thomas Fiaschi                      |
| 2015      | Killers and Thieves (film short)                                                                                      | The Fence                                   |
| 2016      | Virtual Dogs and Loaded Guns                                                                                          | Bank Customer                               |
| 2016      | Rake (serial TV) | Edgar Thompson                              |
| 2016      | The Faintest Clasp (film short)                                                                                       | Voice                                       |
| 2017      | 2.22 | Bill                                        |
| 2017      | Three Summers | Eamon                                       |
| 2017      | The Doctor Blake Mysteries (serial TV)                                                                                | Bernie Thompson                             |
| 2016–2018 | Future-Worm! (serial TV)                                                                                              | Manchovy                                    |
| 2018      | Mystery Road (TV mini-series)                                                                                         | Travis James                                |
| 2018      | True Story with Hamish & Andy (serial TV)                                                                             |                                             |
| 2020      | Miss Fisher and the Crypt of Tears                                                                                    | Professor Linnaeus                          |
| 2020      | At Last | Christopher                                 |